# Šebestěnice
Šebestěnice (německy Sebestenitz) jsou obec v okrese Kutná Hora ve Středočeském kraji. Leží asi sedmnáct kilometrů jihovýchodně od Kutné Hory a deset kilometrů jižně od města Čáslav. Žije zde 82 obyvatel.

## Historie
První písemná zmínka o obci pochází z roku 1303.
Ve vsi Šebestěnice (233 obyvatel, sbor dobrovolných hasičů) byly v roce 1932 evidovány tyto živnosti a obchody: hospodářské strojní družstvo, 2 hostince, kolář, kovář, meliorační družstvo, obuvník, 7 rolníků, obchod se smíšeným zbožím, trafika, 2 truhláři.

## Obyvatelstvo
| Rok            | 1869 | 1880 | 1890 | 1900 | 1910 | 1921 | 1930 | 1950 | 1961 | 1970 | 1980 | 1991 | 2001 | 2011 | 2021 |
| -------------- | ---- | ---- | ---- | ---- | ---- | ---- | ---- | ---- | ---- | ---- | ---- | ---- | ---- | ---- | ---- |
| Počet obyvatel | 292  | 279  | 283  | 261  | 254  | 233  | 210  | 184  | 178  | 160  | 127  | 121  | 122  | 89   | 94   |
| Počet domů     | 46   | 47   | 46   | 46   | 46   | 47   | 48   | 47   | 46   | 45   | 43   | 37   | 53   | 51   | 53   |

## Obecní správa

### Územněsprávní začlenění
Dějiny územněsprávního začleňování zahrnují období od roku 1850 do současnosti. V chronologickém přehledu je uvedena územně administrativní příslušnost obce (části obce) v roce, kdy ke změně došlo:
- 1850 země česká, kraj Pardubice, politický okres Kutná Hora, soudní okres Čáslav[7]
- 1855 země česká, kraj Čáslav, soudní okres Čáslav
- 1868 země česká, politický i soudní okres Čáslav
- 1939 země česká, Oberlandrat Kolín, politický i soudní okres Čáslav[8]
- 1942 země česká, Oberlandrat Praha, politický i soudní okres Čáslav[9]
- 1945 země česká, správní i soudní okres Čáslav[10]
- 1949 Pardubický kraj, okres Čáslav[11]
- 1960 Středočeský kraj, okres Kutná Hora
- k 1. lednu 1980 Středočeský kraj, okres Kutná Hora, obec Zbýšov[12]
- k 24. listopadu 1990 Středočeský kraj, okres Kutná Hora[12]
- 2003 Středočeský kraj, obec s rozšířenou působností Čáslav

### Obecní symboly
Dne 25. dubna 2018 bylo schváleno usnesením výboru pro vědu, vzdělání, kulturu, mládež a tělovýchovu udělení znaku a vlajky obce. Znak a vlajka byly obci uděleny rozhodnutím předsedy Poslanecké sněmovny Parlamentu České republiky dne 3. května 2018.

## Doprava
Dopravní síť
- Pozemní komunikace – Obcí prochází silnice II/338 Žehušice - Čáslav - Šebestenice - Zbýšov - Vrbka.

- Železnice – Železniční trať ani stanice na území obce nejsou.

Veřejná doprava 2011
- Autobusová doprava – Obcí projížděla autobusová linka Ledeč n.Sázavou-Kozlov-Dobrovítov-Zbýšov-Čáslav (v pracovních dnech 5 spojů, o víkendu 2 spoje) (dopravce ČSAD POLKOST).

## Galerie

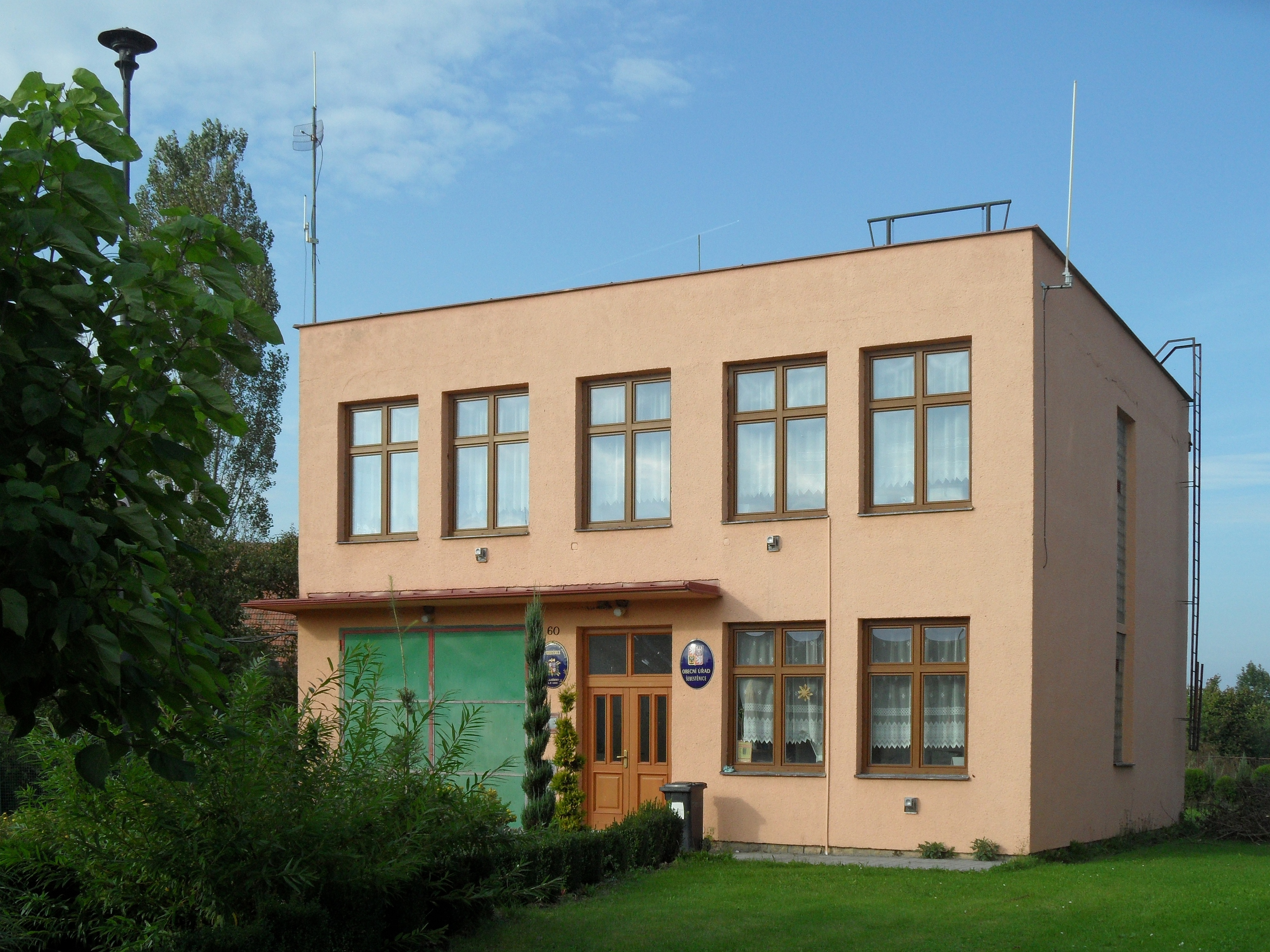
Obecní úřad
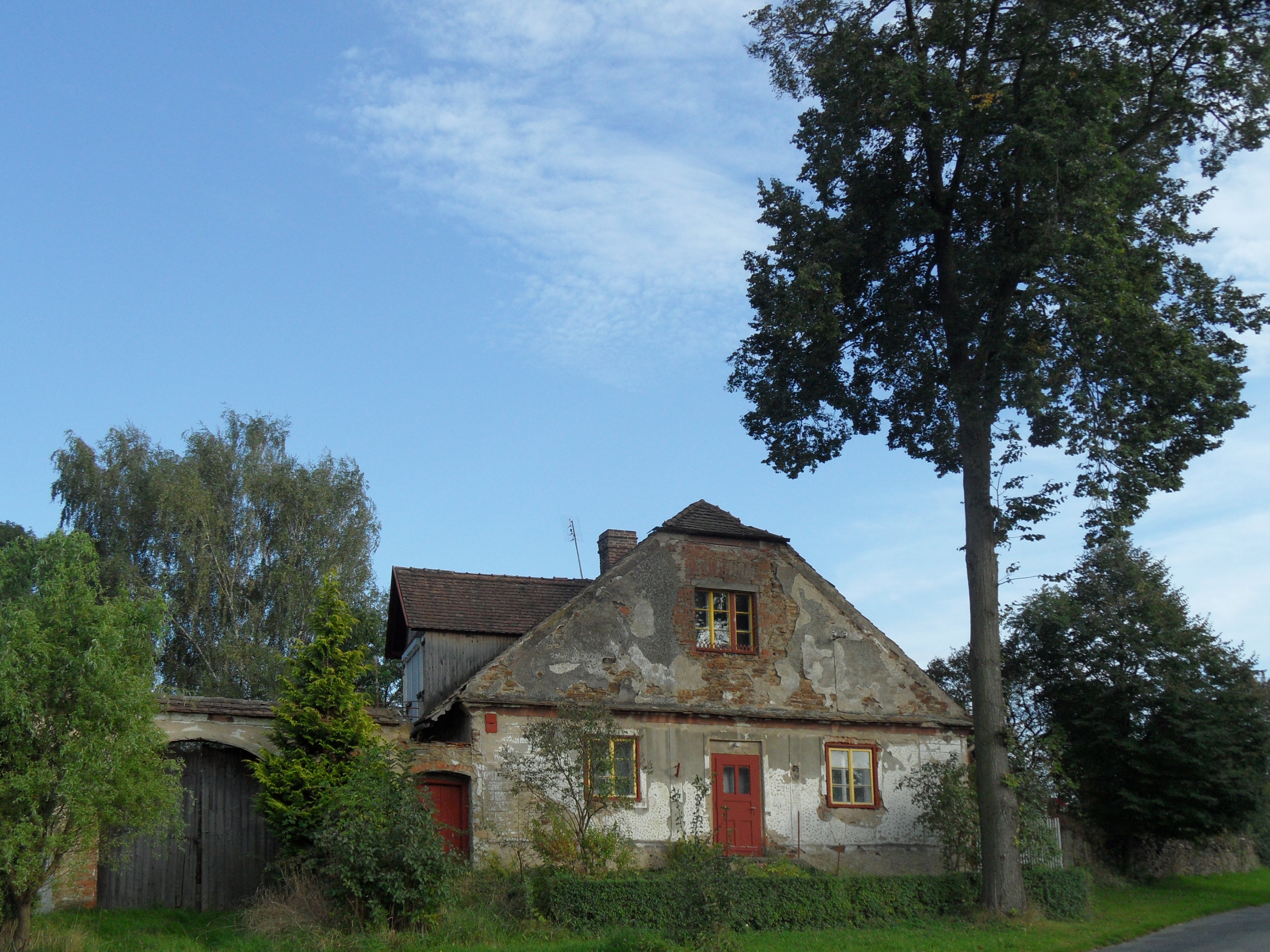
Starý dům
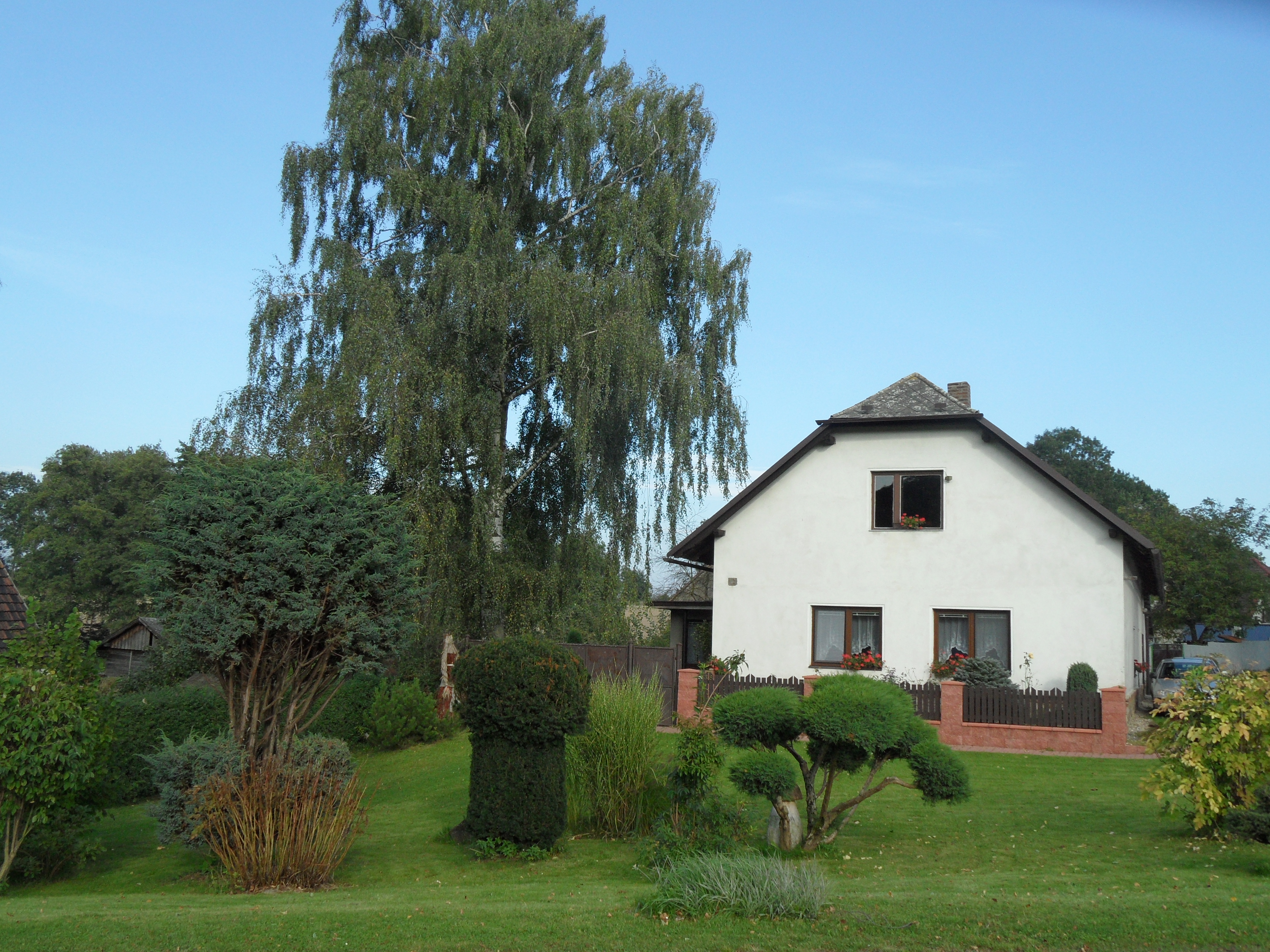
Dům u stromu
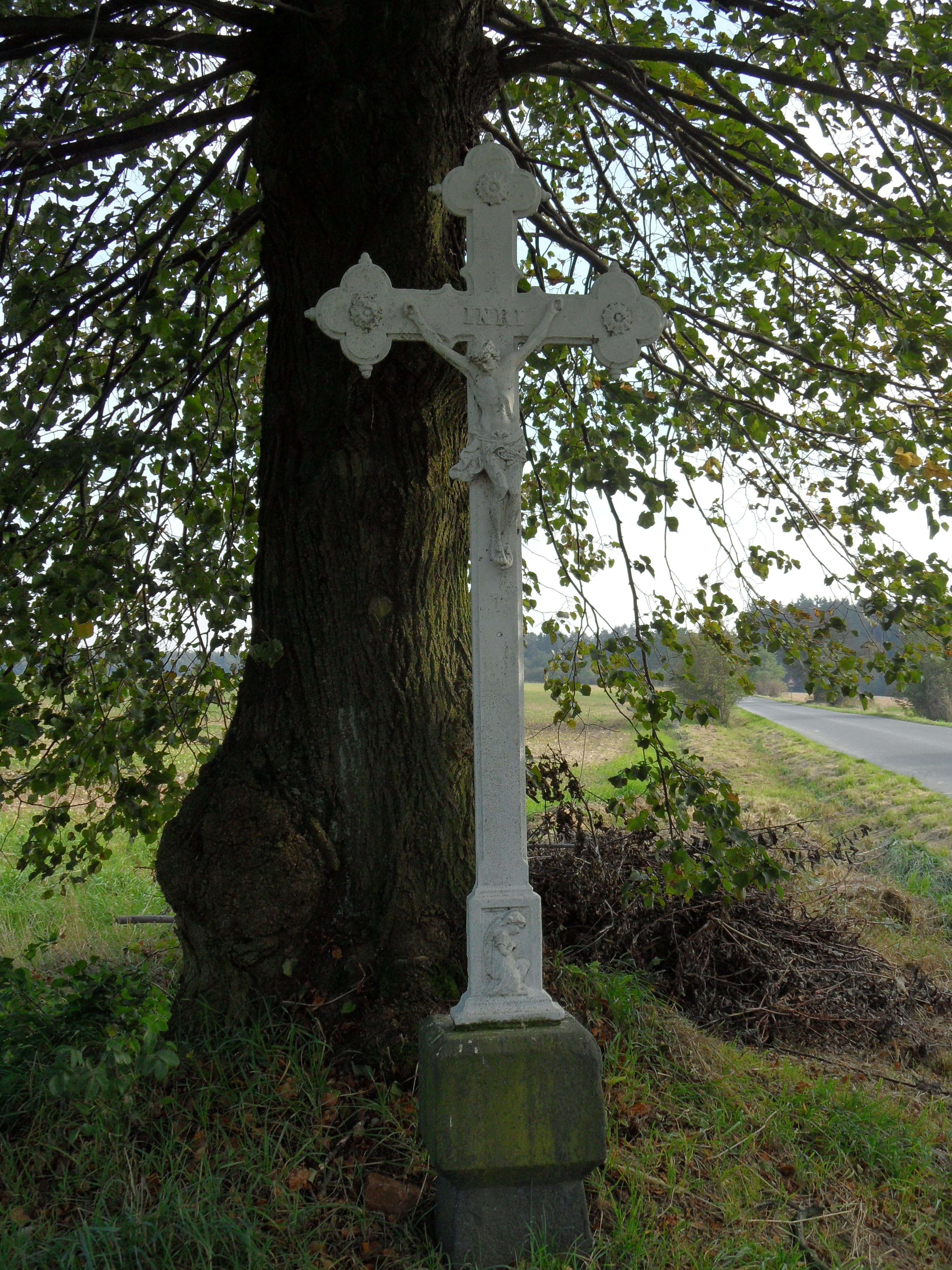
Křížek na jihovýchodním okraji